# 熊本県道278号宮地岳本渡線
熊本県道278号宮地岳本渡線（くまもとけんどう278ごう みやじだけほんどせん）は、熊本県天草市を通る一般県道である。

## 概要

### 路線データ
- 起点：熊本県天草市宮地岳町（豆木場交差点、国道266号交点）
- 終点：熊本県天草市楠浦町（熊本県道26号本渡牛深線交点）

## 地理

### 通過する自治体
- 天草市

### 交差する道路
| 交差する道路           | 交差する場所 | 交差する場所        |
| ---------------------- | ------------ | ------------------- |
| 国道266号              | 宮地岳町     | 豆木場交差点 / 起点 |
| 熊本県道26号本渡牛深線 | 楠浦町       | 終点                |

### 沿線
- 楠浦ダム
- 天草市立楠浦小学校